# Oscuros (novela)
Oscuros (título original en inglés: Fallen) es una historia de fantasía de ángeles y demonios del 2009. Una novela romántica escrita por la autora estadounidense Lauren Kate, publicada el 8 de diciembre del 2009 en los Estados Unidos. La novela es contada en tercera persona, desde la perspectiva de Lucinda "Luce" Price, una joven de 17 años que es enviada a Espada y Cruz (Sword and Cross), una escuela reformatorio ubicada en Savannah, Georgia, después de ser acusada de asesinar a su novio en un incendio. En Espada y Cruz conoce a Daniel Grigori, un chico guapo que le atrae inexplicablemente, y cree conocerlo de alguna parte. El libro gira principalmente en torno al triángulo amoroso entre Luce, Daniel y Cam, que es otro chico matriculado en Espada y Cruz.
La adaptación fílmica del primer libro corrió a cargo de la empresa productora Lotus Entertainment quien adquirió los derechos de los 5 libros de la saga.
El 9 de septiembre del 2022 Variety informo sobre la preparación de una serie de televisión de Fallen (Oscuros), la producción está a cargo de Silve Reel y Night Train Media, con la coproducción del servicio de streaming brasileño Globoplay.

## Argumento
Una chica de 17 años llamada Lucinda Price (o Luce) es enviada a un reformatorio llamado Espada y Cruz (Sword and Cross), luego de ser declarada sospechosa de matar a su novio en un incendio por un beso que este le dio. Luce no es la única nueva que llega a Espada y Cruz: una chica llamada Gabbe, un chico llamado Todd y otro chico llamado Cam llegan junto con ella al reformatorio. En el trayecto de la historia, Luce va conociendo a más personas o chicos de su edad, pero hay un solo chico que logra captar su atención: Daniel Grigori. Daniel es un chico misterioso, grosero y frío pero muy guapo, y Luce está inexplicablemente atraída por él, mientras que otro chico que llegará a Espada y Cruz el mismo día que ella, Cam, es muy amigable y atento con Luce. Cam, al igual que Daniel, es un chico muy guapo mientras Daniel es grosero y frío, Cam es muy rebelde y hace lo que quiere. En su primer día, Luce se cruza accidentalmente con Molly, una chica gótica con carácter fuerte y perforada, que luego vuelca pastel de carne en todo el cuerpo de Luce en un conflicto en la cafetería del reformatorio. Cuando Luce corre al baño, es seguida por una chica que se presenta como Penn, la hija del jardinero fallecido de Espada y Cruz, y que luego amablemente le lava su cabello en el fregadero de manos. Luce y Penn se convierten rápidamente en mejores amigas.
Cam y Luce se reúnen a las afueras de Espada y Cruz, luego de que Cam la había invitado. Sin embargo, al llegar al bar de dicha cita, que está lleno de hombres ebrios, surge una pelea entre Cam y otros hombres dentro del bar, pero Cam fácilmente los derrota, demostrando una fuerza inhumana. Poco después de esto, Daniel habla con Luce, y le explica lo que está sucediendo en la escuela, con algunas personas y apariciones casi sobrenaturales. La mayoría de los estudiantes en el reformatorio son ángeles caídos; Gabbe (una hermosa chica que resulta ser el Ángel Gabriel), Arriane y Annabelle (que inicialmente se hace pasar por la hermana de Arriane) están todas del lado de Dios; mientras que Cam, Roland (otro ángel caído de piel morena, que es conocido por conseguir el contrabando dentro de Espada y Cruz) y Molly están del lado de Lucifer. Pero Daniel todavía tiene que elegir un lado. Cuando él se acerca demasiado a Luce emocionalmente, ella espontáneamente se prende en llamas y muere antes de cumplir los dieciocho años (siempre ha sido así). Sin embargo, en esta vida algo ha cambiado, a pesar de que Daniel le ha revelado sus historias y a pesar de haber compartido un apasionante beso, ella no ha muerto. Pero pronto sale a la luz de que Luce no fue bautizada en esta vida, así que si ella muere, ella no volverá a reencarnar.
Una batalla entre ambas divisiones de los ángeles comienza dentro de Espada y Cruz, y la bibliotecaria de la escuela, la señorita Sophia, se lleva a Luce y a Penn (las únicas mortales) lejos de la batalla. Una vez que están en el interior del plantel, la señorita Sophia revela que ella es uno de los 24 Ancianos de Zhsmaelim (Elders), una secta radical celestial que le interesa finalmente inclinar la balanza entre el bien y el mal (haciendo elegir a Daniel a la fuerza uno de los lados). Ella mata a Penn con un cuchillo e intenta hacer lo mismo con Luce, pero ella se detiene en el momento de que Daniel, Arriane y Gabbe llegan volando con sus imponentes Alas y ahuyentan a la señorita Sophia sin poder capturarla. La batalla en el exterior del plantel ha finalizado pero sin ningún vencedor. Daniel informa a Luce que la mandará a un lugar seguro, y se la encomienda al señor Cole, uno de los maestros de la escuela que sabe acerca de los ángeles caídos. Luce es transportada lejos en un avión después de compartir un beso final con Daniel, que promete que volverá por ella.

## Personajes

### Principales
- Lucinda Price

Luce es la protagonista principal de la novela. Ella comenzó a ver sombras amorfas y demonios siniestros a una edad temprana. Es enviada a Espada y Cruz, un reformatorio o escuela para jóvenes debido a que es acusada por el asesinato de su novio en un incendio (el cual ella no provocó). A su llegada a Espada y Cruz se encuentra con Daniel y Cam, quienes se enamoran de ella. Sin embargo, Luce está atraída por Daniel ya que piensa que lo conoce de alguna parte, pero lo que realmente descubre de él va más allá de su imaginación. Luce en realidad ha sido novia de Daniel en vidas pasadas, pero ambos están malditos y cada vez que Luce aprende de su pasado y tratan de estar juntos, ella misteriosamente muere. Ella es amable y hermosa y, a pesar del interés de Cam hacia ella en el comienzo, Luce se da cuenta de su amor por Daniel y no hay otra persona más que el, ella lo sigue amando de igual manera como hace miles de años.
- Daniel Grigori

Daniel es un ángel caído, un ser celestial que no eligió ponerse del lado de Dios ni de Lucifer en el principio de los tiempos, en lugar de eso optó por el amor. Él es el amor de Luce. Él al principio de la historia finge desinterés en Luce, para tratar de protegerla, debido a una maldición que ha abarcado desde el principio de los tiempos, pero finalmente cede ya que no puede mantenerse alejado de ella. Él es muy reservado sobre el pasado de Luce, debido a que tiene miedo de que si se entera demasiado rápido sobre su pasado, ella podría morir. Ha visto morir a Luce muchas veces y no quiere perderla de nuevo. Su amor por Luce es muy fuerte y tiene una amistad rocosa con Cam debido a que este pretende a Luce. Él es, supuestamente, el Ángel Caído único que todavía tiene que elegir un lado (el lado de Dios o de Lucifer).
- Cam Briel

Cam es el antagonista de la historia y el otro interés romántico de Luce. También es un ángel caído o demonio, ya que él eligió ponerse del lado de Lucifer. Él continuamente intenta enamorar a Luce, en este libro, se muestra como un ser malvado, pero él realmente tiene un lado más solidario con los demás. A él le interesa Luce, pero no está enamorado de ella. Cam quiere que Luce lo bese para que ella olvide a Daniel. Cam en realidad admira mucho a Luce por lo que es.
- Pennyweather 'Penn' Van Syckle-Lockwood

Amiga de Luce en Espada y Cruz. Ella es la hija del jardinero fallecido. Se describe como desalineada y poco popular, pero la amistad de "Penn" ha demostrado ser una gran ventaja para Luce, ya que tiene acceso y conocimiento del reformatorio de Espada y Cruz y comparte su experiencia con ella. Más tarde es asesinada por la señorita Sophia, la bibliotecaria. "Penn" es un ser humano y es la única chica del reformatorio (además de Luce) que supo de la existencia de los ángeles en Espada y Cruz en el momento en que fue asesinada.
- Sophia Bliss

La Señorita Sophia es la bibliotecaria de la escuela. Ella enseña religión y tiene fuertes convicciones sobre el tema. Más tarde se descubre que en realidad es uno de los 24 Ancianos de Zhsmaelin, una secta radical celestial, en la cual posee el rango más alto. Ella resulta ser la verdadera villana de esta historia. Ella asesina a Penn y trata de matar a Luce pero esta es salvada por Daniel, Arriane y Gabbe. La señorita Sophia escapa y desaparece y ya no se le vuelve a ver, hasta en el último libro de la saga.

## Espada y Cruz
Es el recinto donde la mayoría de las escenas del primer libro ocurren, Espada y Cruz (Sword & Cross) fue construida en el año de 1861 como hospital para los heridos de guerra de la época de la Guerra civil de secesión que vivió Estados Unidos en ese año. El recinto cuenta con una estructuración gótica y sombría que consta de tres edificios; el principal, donde se encuentran los dormitorios, la cafetería, la recepción y la biblioteca es descrita como un castillo en mal estado y con un fachada desgastada por el tiempo. El segundo edificios es llamado San Agustín, es donde se encuentran las aulas de clases, y la iglesia, que fue modificada para introducir una piscina para las clases de natación de los alumnos.
El fin de Espada y Cruz es reacondicionar a los jóvenes que han tenido problemas con la ley o que simplemente están mal de sus facultades mentales, y es el principal reformatorio del estado sureño de Georgia. Sus métodos para reacondicionar suelen ser a veces muy crueles hacia los alumnos, en el libro se mencionan algunas escenas fuertes de cómo son reacondicionados. En la historia se narra una escena en un conflicto en la cafetería del reformativo con los personajes de Luce, Arriane y Molly, las tres tienen un fuerte enfrentamiento, pero son Arriane y Molly las que protagonizan la pelea. Su conflicto fue tan grande que Arriane le propinó un puñetazo en el ojo a Molly lo que le valió a Arriane una fuerte descarga eléctrica; algunos alumnos llevan puesto un brazalete, los que suelen ser más conflictivos o impredecibles. La descarga fue tan grande que Arriane cayo al suelo casi inconsciente, por si fuera poco, las tres fueron castigadas, y su castigo fue limpiar las tumbas del cementerio que se encuentra dentro de Espada y Cruz.
Espada y Cruz cuenta con un cementerio dentro de su territorio, el cual fue construido porque en la época de la Guerra civil de secesión, los soldados al llegar era imposible mantenerlos con vida, por el simple hecho de tener heridas graves o por no tener suficiente apoyo para atender tantos heridos. Los soldados morían y tenían que ser sepultados, lo que les valió a las autoridades construir un cementerio dentro de Espada y Cruz y darles sepultura rápidamente. El cementerio se encuentra a un lado de Espada y Cruz y contiene tumbas muy antiguas; el cementerio tiene una construcción muy bien elaborada, con bajadas y subidas, con un suelo no recto, según la descripción de Lauren Kate. El cementerio después de la guerra fue utilizado para sepultar a los habitantes cercanos alrededor del reformatorio.

## Diseño de la portada

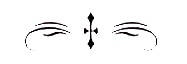
Logo distintivo de la saga.

El diseño del libro es una pasta gruesa con colores oscuros y azules, en él se puede apreciar a una chica (la diseñadora de las portadas y modelo de los 4 libros es la brasileña Fernanda Brussi Goncalves) quien porta un vestido negro y su cabello es oscuro, cubriéndose totalmente su cara con sus dos manos. En sus manos lleva guantes de tela delgada de color negro, ella está parada de lado y detrás se puede ver un bosque oscuro muy gótico con aves saliendo de este. En España y Latinoamérica el grosor de la tapa es delgada diferente al de USA, la palabra Fallen o Oscuros (en español) aparece por debajo con una pequeña cruz y dos pequeños fragmentos de cada lado simulando unas alas.

## Recepción de la crítica
Al momento de que Oscuros salió a la luz, los comentarios y críticas no se hicieron esperar, muchos califican el libro o la historia algo lenta pero apasionante. Tanto buenas como malas, Oscuros ha destacado en la mayoría de los adolescentes. La mitad de las críticas hacia la historia de Lauren Kate son comparaciones. Crepúsculo y Oscuros, las críticas hacen gran relevancia al comparar la historia de Lauren Kate a la de Stephenie Meyer, aunque ambas historias son realmente diferentes. Las dos tocan temas muy dispares, pero las dos historias giran en tema oscuros y melancólicos, a pesar de ello Oscuros se posiciona bastante bien entre los jóvenes de todo el mundo, las siguientes críticas avalan el trabajo de Kate en esta su primera saga.
"El primer capítulo es apasionante y prefigura los elementos sobrenaturales venideros. En lugar de vampiros, estos son ángeles caídos, sin embargo muchos de los elementos que no se resuelven, como la causa del incendio y por qué los ángeles están en esta escuela nunca son revelados. A pesar de este error los fans del romance sobrenatural harán cola para este libro a pesar de sus defectos, y pedirán una secuela", relato Kris Hickey de School Library Journal al primer libro.. Book Review Fantasy ha argumentado de que Oscuros es una historia muy romántica y llena de emoción; argumento: los adolescentes que gustan de lo paranormal y a la vez lo romántico adorarán el libro Oscuros.
AudioFile comento que los personajes están muy bien estructurados y que no pierden su estilo y se mantienen perfectos hasta los últimos capítulos, pero sin embargo los secretos de Luce son muy fáciles de entender y el romance no se toma tan en serio como sobrenatural.
StorySnoops "Es una lectura fascinante y provocadora, (que toma temas muy fuertes cómo el alcohol, el fumar y los problemas de los adolescentes) tiene imágenes gráficas y perturbadoras (como el asesinato de "Penn" o el incendio donde murió el novio de Luce), Algunos besos apasionados ocurren, y un amor que ha sobrevivido a muchas vidas pasadas, es el corazón de la historia. Kristin Brower Walker de Book Review, compara la saga con Crepúsculo de Stephenie Meyer y ha mencionado en muchos críticas hacia Oscuros, que podría a llegar hacer una nueva franquicia que sustituya a la de Stephenie Meyer, Comentario: ¿Será acaso que Oscuros se convierta en la próxima Crepúsculo? El público lo tiene claro: una historia épica paranormal de romance adolescente. Espero que los demás libros estén aún más emocionantes para una fanática ya de esta gran historia.
Tessy Dockery de Helium dijo que era un libro ligero y fácil de leer, donde luego argumentó: La imagen era tan vívida, el olor, la neblina, el humo del fuego y la descripción de las alas de Daniel y el resplandor que emanan es indescriptible. Debra Bogart hace una reseña de que Oscuros es algo diferente pero algo común con otras historias de vampiros (en esta ocasión un romance de ángeles caídos) revela un poco de la historia sobre la rebeldía en los jóvenes de hoy, que solo quieren ser libres, y qué mejor lugar perfecto para mostrar dicho tema que en un reformatorio donde los maestros, que deberían ser un ejemplo de bien, suelen ser los malos de la historia.

## Orígenes y opinión
Para los personajes de los cuatro libros, Lauren se inspiró en sus amigos y en algunos familiares para darles origen y vida, Lauren Kate: "Los rasgos físicos de Luce están basados en mi más cercana y antigua amiga, el cabello ondulado oscuro, los ojos avellanados, dientes pequeños, etc." Solo un personaje no lo ha hecho sin inspiración o base de algún familiar o amigo, ese es el personaje de Daniel, un dato más curioso es que el personaje de Cam (rival de amor de Daniel por Luce) está basado en su marido.

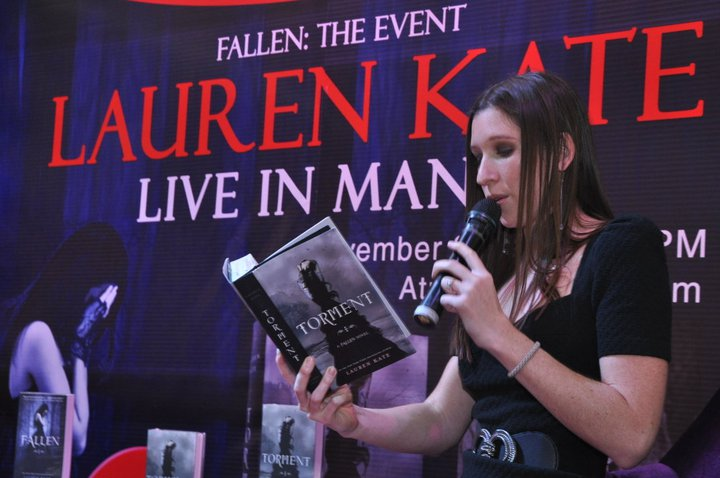
Lauren Kate, escritora de Oscuros.

La saga de Lauren Kate ha sido comparada con la saga de Stephenie Meyer, Crepúsculo, debido a que ambas giran entorno oscuro y melancólico, ante esto Lauren Kate ha dado su opinión sobre que su saga sea comparada con la de Stephenie Meyer, Lauren Kate: "Puedo ver por qué la gente hace la comparación, ambos son romances oscuros. Una diferencia entre vampiros y ángeles que encuentro particularmente interesante es que, donde los vampiros son criaturas solitarias nuestra concepción de ángeles depende de la existencia de demonios. Hay un lado oscuro y un lado de luz. En mis libros hay un vínculo indescriptible entre esas dos partes que provee una gran tensión. Escribir sobre lo que conecta y separa estos dos lados ha verdaderamente enriquecido mi historia".
Queen Of Teen - La Reina del Adolescente; La revista "The Aesthete" la ha considerado como la reina del adolescente, ya que ha creado un culto y seguidores jóvenes gracias a su saga, "LA REINA DEL ADOLESCENTE, con sus novelas para jóvenes adultos la sensación Lauren Kate ganó los corazones y las mentes de millones de lectores adolescentes".

## Publicación
El 8 de diciembre de 2009, Fallen u Oscuros (en español) fue sacado a la venta con su portada de tapa dura en los Estados Unidos.
El 27 de diciembre de 2009, Fallen fue nombrado como el libro número cinco en la revista New York Times por sus altas ventas.

## Secuelas
La saga Oscuros tiene cuatro libros más. El segundo libro, Torment (título en español: El poder de las sombras), fue lanzado el 28 de septiembre de 2010. El tercer libro, Passion (título en español: La trampa del amor), fue lanzado el 14 de junio de 2011. El cuarto y último libro, Rapture (título en español: La primera maldición), fue lanzado el 12 de junio de 2012. Otro libro relacionado con la saga oscuros, Fallen in Love (título en español: La eternidad y un día) también fue lanzado el 24 de enero de 2012, contiene cuatro historias relacionadas con el día de San Valentín que rodea a los personajes principales. El 10 de noviembre de 2015 fue publicada la sexta novela de la saga, 'Unforgiven (título en español: El Retorno de los Caídos) el cual cuenta el oscuro pasado de Cam y su enamorada Lilith, haciendo una apuesta con Lucifer para salvar el alma de su amada.

## Captación
Oscuros o en inglés 'Fallen' ha vendido más de 10 millones de copias alrededor del mundo en más de 30 países, lo cual ha catapultado a la historia de Lauren Kate como éxito en todo el país (USA) y en el extranjero, los libros de Lauren Kate han sido traducidos a más de 30 idiomas, Fallen en su año de publicación en el 2009 paso a estar en las listas de best-sellers del Times New York
, mientras que los tres libros posteriores Torment, Passion y Rapture también fueron éxitos de ventas.

## Adaptaciones

### Película
La historia y la película están a cargo de Lotus Entertainment esta noticia fue confirmada por la propia escritora de Fallen y por The Hollywood Reporter, originalmente el proyecto había sido tomado por Walt Disney, pero se retiró del proyecto a mediados del 2013, dejando la total producción a Lotus Entertainment; Quien siguió a cargo de la producción fue Scott Hicks. El proceso de casting se inició a principio de agosto y finaliza a mediados de octubre de 2013, la preproducción comenzó a finales de octubre de 2013 y la fecha de grabación se inició el 9 de febrero de 2014 en Budapest, Hungría. Los actores fueron seleccionados previamente y los papeles principales de Luce y Daniel se los llevaron Addison Timlin y Jeremy Irvine, el 25 de septiembre de 2013 se dio a conocer que el australiano Harrison Gilbertson interpretaría a Cam. El 19 de enero de 2014 se confirmó oficialmente en la revista "IF" de Australia, en su página web, que la australiana Sianoa Smit-McPhee, interpretaría a "Molly", el personaje antagonista.
El 17 de febrero se dio a conocer por un mensaje de Twitter en la cuenta oficial de la actriz Hermione Corfield su estadía en Budapest, días después se confirmaría su participación en la adaptación de Fallen en el papel de "Gabbe". El 1 de marzo de 2014 la actriz Juliet Aubrey confirmaba su participación en la adaptación como la madre de Luce, Doreen Price. El 18 de febrero de 2014 se dio a conocer de manera oficial que la actriz Daisy Head interpretaría a Arriane Alter, esto fue dado a conocer por el padre de la actriz vía Twitter. El 9 de abril de 2014 se dio a conocer de manera oficial en la página web de la escritora de Fallen, Lauren Kate, los miembros restantes del resto del cast. El actor Malachi Kirby interpretará a Roland Sparks, la actriz inglesa Lola Kirke será quien dé vida a Penn y Chris Ashby como Todd Hammond, los demás actores que ya habían sido confirmados como Hermione Corfield (Gabbe), Daisy Head (Arriane Alter) y Sianoa Smit-McPhee (Molly), también fueron confirmadas por la escritora de manera oficial en su página web.

### Serie de TV
El 9 de septiembre del 2022 Variety informo sobre la preparación de una serie de televisión de Fallen (Oscuros), el anuncio fue dado en su página oficial, hasta este momento el anuncio a revelado a las casas productoras encargadas del proyecto, sus productores y su cast oficial, Silve Reel y Night Train Media, con la coproducción del servicio de streaming brasileño Globoplay, la producción a cargo de Fallen (Oscuros) está formada por Bluemhuber, junto con Hastings y Herbert L. Kloiber, Karol Griffiths de Silver Reel, Florian Dargel, Alexander Jooss y Olivia Pahl y James Copp de Night Train Media son coproductores ejecutivos, Alen Bulic supervisa el proyecto de Silver Reel. Esta creada por Claudia Bluemhuber de Silver Reel y dirigida por Matt Hastings (“The Handmaid’s Tale”) y escrita por Rachel Paterson ("Domina") y Roland Moore ("Humans"), quienes también son coproductores ejecutivos, Mahlon Todd Williams es el director de fotografía ("DC's Legends of Tomorrow").
Los actores principales fueron dados a conocer también por Variety, Jessica Alexander será Lucinda Price (Luce), Gijs Blom como Daniel Grigori y Timothy Innes como Cam Briel, otros miembros del reparto incluyen a Josefine Koenig, Esme Kingdom, Maura Bird, Lawrence Walker, Indeyarna Donaldson-Holness, Samantha Bell, Julian Krenn, Laura Majid y Courtney Chen.
Kloiber dijo: “Estamos muy emocionados de haber completado el elenco de 'Fallen' (Oscuros) con un talento internacional de primer nivel, uniéndonos a un equipo de producción de primera clase, basado en importantes IP. Cumpliendo todas las promesas del amado libro, estamos encantados de llevar esta serie a las pantallas el próximo año”.
La serie está prevista se estrene en el año próximo, hasta el momento no se ha informado más del estado actual de la serie, se ha liberado solo un still donde se muestra a Jessica transformada en Lucinda junto con Timothy también transformado como Cam.